# Mistrzostwa Ameryki Południowej w Piłce Siatkowej Kobiet 1964
VI Mistrzostwa Ameryki Południowej w piłce siatkowej kobiet odbyły się w 1964 roku w Buenos Aires w Argentynie. W mistrzostwach wystartowały 4 reprezentacje. Mistrzem została po raz pierwszy reprezentacja Peru.

## Klasyfikacja końcowa
| Miejsce | Reprezentacja |
| ------- | ------------- |
|         | Peru          |
|         | Paragwaj      |
|         | Argentyna     |
| 4.      | Urugwaj       |